# Mariotto Segni
Mariotto Segni este un om politic italian, membru al Parlamentului European în perioada 1999-2004 din partea Italiei.
1. ↑  Mario Segni, Munzinger Personen, accesat în 9 octombrie 2017
2. ↑  Autoritatea BnF, accesat în 10 octombrie 2015
3. 1 2  Deputații în Parlamentul European